# Carles Alfaro Hofmann
Carles Alfaro Hofmann (València, 1960) és un director de teatre valencià. Fundador de la companyia teatral estable Moma Teatre en 1982, és també actor, escenògraf i dissenyador d'il·luminació.

## Biografia
Es forma com a actor i director a Madrid, València i Londres. Amb la seva companyia Moma Teatre, produeix espectacles en els quals desenvolupa la seva faceta de director, actor i dissenyador, que li fan mereixedor del Premi de Teatre de la Generalitat Valenciana a la millor direcció en 1993, 1995 i 1996. En 1997, dota a la seva companyia d'un espai teatral a València, l'Espai Moma, que comença a col·laborar amb el Teatro de La Abadía de Madrid on es representen diverses de les seves creacions. L'Espai Moma aviat es va convertir en un referent cultural de la ciutat, amb una clara vocació de servei públic malgrat ser una empresa privada.
El 2000 codirigeix, dissenya l'espai escènic i la il·luminació, la dramatúrgia i interpreta per a Moma Teatre Nascuts culpables, basat en entrevistes reals realitzades per Peter Sichrovsky. El muntatge és guanyador del Premi de la Crítica al millor espectacle, del Premi Cultura 2000 de L'Avenç, del Premi de Teatres de la Generalitat Valenciana al millor director i a la millor producció teatral.
En paral·lel a la seva tasca al'Espai Moma, a partir de 2002 inicia la seva col·laboració amb el Teatre Nacional de Catalunya de Barcelona com a director d'escena i dissenyador d'espais escènics i d'il·luminació. En 2002, per a celebrar el 20 aniversari de Moma Teatre, dedica gairebé tota la temporada a Harold Pinter, pel qual sent devoció.
Després del tancament del Espai Moma en 2004 per decisió pròpia, i per la falta de suports institucional, Carles Alfaro dirigeix principalment per a teatres de fora de la Generalitat Valenciana, com el Teatro de La Abadía, el Centre Dramàtic Nacional, la Compañía Nacional de Teatro Clásico i el Teatro Español a Madrid, el Teatre Nacional de Catalunya, el Teatre Lliure i el Festival Temporada Alta (Girona).
En 2013, després de molts anys d'"autoexili", torna a València per a dirigir sl teatre Talia i reprèn la seva companyia Moma Teatre amb la qual munta en els anys següents diversos espectacles que es representen tant en teatres de València com de Madrid.
El 2020 obtingué amb Dinamarca el Premi al millor espectacle teatral als XXIX Premis Turia

## Principals muntatges
Carles Alfaro ha dirigit, entre d'altres, els següents espectacles en els quals sovint assumeix l'escenografia i la il·luminació:
- Éramos tres hermanas, de José Sanchis Sinisterra, (Teatro de la Abadía, Madrid 2014)
- Petit Pierre, de Suzanne Lebeau (Teatre Talia, Valencia 2013)
- El lindo don Diego, d'Agustín Moreto (Compañía Nacional de Teatro Clásico, Madrid 2013)
- José K. torturado, de Javier Ortiz (Studio Teatro/ Teatro Español. Madrid/Festival Temporada Alta, Girona 2011)
- El arte de la comedia, d'Eduardo De Filippo (Teatro de la Abadía, Madrid 2010)
- La Calesera, de Francisco Alonso (Teatro de la Zarzuela, Madrid 2009)
- Traïció, de Harold Pinter (Teatre Lliure, Barcelona 2009)
- Macbethladymacbeth, de Shakespeare (Teatro Español, Madrid 2008)
- Tío Vania, d'Anton Txèkhov (Centro Dramático Nacional, Madrid 2008)
- ¿Què va passar, Wanoulelé?, de L. Nabulsi (Festival Temporada Alta, Girona 2007)
- El portero, de Harold Pinter (Teatro de la Abadía, Madrid 2006)
- Las bodas de Fígaro, de Mozart (Institut Valencià de la Música, Valencia 2006)
- Ròmul el Gran, de Friedrich Dürrenmatt (Teatre Nacional de Catalunya, Barcelona 2005)
- La controversia de Valladolid, de Jean-Claude Carrière (Teatro de la Abadía, Madrid 2005)
- Nacidos culpables, de Peter Sichrovsky (Tantaka Donosti, 2002)
- La caiguda, d'Albert Camus (Teatre Nacional de Catalunya, Barcelona 2002)